# Ben Orkow
Ben Harrison Orkow (geboren am 9. Januar 1896 in Korna, Russisches Kaiserreich; gestorben am 11. Dezember 1988 in Reno, Nevada) war ein amerikanischer Drehbuch-, Theater- und Science-Fiction-Autor russischer Abstammung.

## Leben
Sein Science-Fiction-Roman When Time Stood Still, der 1962 bei Signet erschien, wurde ins Deutsche und Italienische übersetzt. Darin geht es um ein um einen Millionär und seine todkranke Frau, die in die Zukunft des Jahres 2007 reisen, wo es möglich ist, die Krankheit der Frau zu heilen.
Zu den von ihm verfassten Theaterstücken gehört The First Actress, in der die theaterbegeisterte Felicia sich als Mann verkleidet bei der Theatergruppe von William Shakespeare und Richard Burbage einschleicht – in jener Zeit ist es Frauen verboten, Theater zu spielen –, was zu den erwartbaren Verwicklungen führt. Bei einer Vorstellung in Anwesenheit von Königin Elisabeth I. kommt am Ende alles heraus, Felicia wird aber vergeben. Die Handlung erinnert stark an die von Shakespeare in Love (1998).
Orkow heiratete seine erste Frau, die Schauspielerin Vera „Viva“ Tattersall, im Jahre 1921. Später heiratete er Ruby Jewel Dreyer, mit der er ein Kind hatte. 1988 ist Orkow im Alter von 92 Jahren gestorben.

## Bibliografie
- My Mistress My Wife (1934, Roman)
- When Time Stood Still (1962, Roman)
  - Deutsch: Wenn die Zeit stillsteht. Übersetzt von Paul Baudisch. Lichtenberg Taschenbücher #36, 1963.
- The First Actress : A Play in three Acts (1976, Theaterstück)

## Filmografie
- 1944: Army Wives
- 1944: Alaska
- 1942: Wings for the Eagle
- 1939: Boy Slaves
- 1932: Hell’s House
- 1930: The Truth About Youth
- 1930: The Gorilla